# バルチェ
バルチェ(Balché)は、メキシコ及び中米北部にて古代マヤ人が製造していた酒。
今日でもユカタン地域のマヤ人の間では一般的であり、Lonchocarpus violaceusという木の皮を蜂蜜と水に浸し、発酵してつくられる。
アサガオの一種であるタービナ・コリボサの蜂蜜からつくられるシュタベントゥンと近い関係にある。